# Экология
Эколо́гия (от др.-греч. οἶκος — жилище (дом), местопребывание и λόγος — учение) — естественная наука (раздел биологии) о взаимодействиях живых организмов (в части определений — также сообществ организмов) между собой и с их средой обитания, об организации и функционировании биосистем различных уровней (популяции, сообщества, экосистемы).
В просторечии под экологией часто понимается состояние окружающей среды, а под экологическими проблемами — вопросы охраны окружающей среды от воздействия антропогенных факторов. Экологизм — общественное движение за усиление мер охраны окружающей среды и за предотвращение разрушения среды обитания.

## История
Британская энциклопедия рассматривает в качестве первых истоков экологии как науки работы древнегреческих естествоиспытателей, в первую очередь Теофраста, описывавшего отношения организмов между собой и с окружающей неживой природой. Дальнейшее развитие этой области науки дали ранние исследователи физиологии растений и животных.
Одна из ключевых составляющих экологии как науки, концепция экологической пирамиды, интуитивно сформулированная ещё средневековым арабским мыслителем Аль-Джахизом, в 1881 году нашла отражение в работе К. Земпера «Воздействие естественных условий существования на жизнь животных», которая считается одним из самых ранних исследования перераспределения энергии в природе.

### Термин

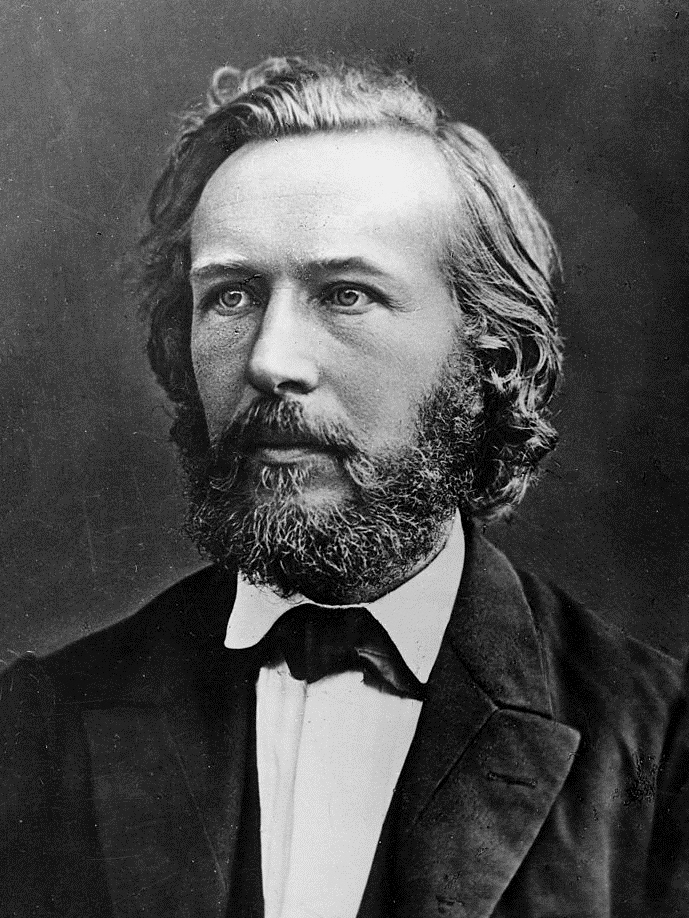
Эрнст Геккель

Термин «экология» (нем. Ökologie) в 1866 году ввёл немецкий биолог Э. Г. Геккель. В книге «Общая морфология организмов» он писал об экологии как о науке, изучающей взаимоотношения живой и неживой природы. В 1896 году вышел немецкий «Учебник экологической географии растений: введение в знания о растительных сообществах».
Американский зоолог С. А. Форбс в 1895 году определил экологию как науку об отношениях животных и растений к другим живым существам и ко всему их окружающему. Частичными или полными синонимами понятия «экология» были «этология» (определённая И. Жоффруа Сент-Илером как науку о взаимоотношениях организмов в семье и сообществе), и «гексикология» (англ. hexicology), которую Сент-Джордж Джексон Миварт в 1894 году определил как науку о взаимоотношениях организмов и окружающей среды. Во второй половине века были введены в обиход также понятия «биосфера» (Э. Зюсс, 1875) и «биоценоз» (К. А. Мёбиус, 1877).
А. Тенсли в 1935 году ввёл термин «экосистема», а В. Н. Сукачёв 5 лет спустя — термин «биогеоценоз».

### Наука
Экология как наука начала институционализироваться во втором десятилетии XX века с образованием в 1913 году Британского экологического общества, а в 1915 году — Экологического общества Америки. С 1913 года в Великобритании начал выходить Journal of Ecology — первый международный рецензируемый научный журнал в этой области. В первой половине XX века исследования растительных сообществ в Европе и Америке велись по разным направлениям. Европейцев в первую очередь интересовали состав, структура и распространение растительных сообществ, тогда как американские ботаники занимались вопросом развития (сукцессии) таких сообществ. Исследования экологии животного мира велись отдельно, пока американские биологи не сместили акценты, обратившись к изучению взаимодействия растительных и животных сообществ как единых биот. Впервые идея, что экология как наука должна заниматься одновременно растительными и животными сообществами, была высказана в 1913 году Ч. К. Адамсом в книге «Руководство по изучению экологии животных».
В 1926 году В. И. Вернадский дал современное определение понятию биосферы (как совокупности всех экосистем) и отметил влияние человека на эту систему. В этот же период усилился интерес к популяционной динамике, и математические модели популяционных процессов (среди авторов — Р. Пирл, А. Лотка, В. Вольтерра) начали применяться в исследованиях взаимоотношений хищников и добычи, межвидовой конкуренции и естественной регуляции численности популяций.

### В России
Среди первых учёных, обратившихся к связи организмов и среды в России, были Карл Рулье и его ученик Николай Северцов. У истоков экологии стоял также русский географ князь П. А. Кропоткин, обративший внимание на то, как отступают с начала Промышленной революции ледники. Он призывал ограничить отстрел диких животных и остановить обезлесение.
Русские учёные долгое время избегали термина «экология». Так, не одобрял его К. А. Тимирязев, который вместо экологии предпочитал говорить о биологии в узком смысле, или биономии. М. Н. Богданов в труде «Птицы и звери Чернозёмной полосы Поволжья, долины средней и нижней Волги» вместо понятия «экология» использовал термин «биоценоз», введённый ранее К. А. Мёбиусом.
В двухтомном труде «Птицы России» (1893—1895) М. А. Мензбир впервые предложил экологический подход к составлению систематических зоологических сводок. В 1895 году в Дании вышел в свет первый в истории фундаментальный учебник по экологии растений (автор — Й. Э. Варминг), а в 1901 году швейцарец Ф.-А. Форель издал первый учебник по лимнологии. В 1905 году вышла книга Ф. Э. Клементса «Исследовательские методы в экологии» — первая работа, в которой формулировались принципы систематического подхода к экологическим исследованиям.
Экология как наука оставалась малоизвестной в СССР вплоть до 1960-х годов, так как её заменила биогеоценология. В связи с актуальностью вопросов охраны природы, к учёным-экологам начали чаще обращаться государственные структуры и природоохранные организации, заинтересованные в их решении.

### Связь с другими науками
Другая область знания, ставшая объектом интереса учёных в начале XX века, — энергетический баланс. В 1920 году немецкий гидробиолог А. Тинеман ввёл понятие трофической, или пищевой, цепи, между «звеньями»-уровнями которой энергия передаётся в виде пищи. Ч. Элтон в фундаментальной работе «Экология животных» (1927) развил эту идею, добавив к ней концепции экологической ниши (сам термин впервые появился за 10 лет до этого в работе Дж. Гриннелла) и пирамиды численности. В 1942 году американский учёный Р. Линдеман выступил с новой концепцией экологии, в основу которой легли идеи о трофической динамике; позже количественные исследования энергетического перераспределения в экосистемах были предприняты братьями Ю. и Г. Одумами (США) и Дж. Д. Овингтоном (Австралия). Учебник Одумов «Фундаментальные понятия в экологии», изданный в 1953 году, считается первой публикацией, в основе которой лежит холистический, макроскопический подход.
Ко второй половине XX века относится и возникновение экологии человека и в целом социальной экологии — областей экологии, изучающих взаимодействие человека и общества с окружающей средой и вопросы её защиты. Возникли экологизация многих естественных наук и связь с социологией.
Значительное влияние экологические данные оказали на развитие эпидемиологии, где помогли разработать системы мер против распространения малярии, тифа, чумы, жёлтой лихорадки и сонной болезни, основанные на борьбе с насекомыми-переносчиками. Знание жизненных циклов вредителей сельского хозяйства, возможное благодаря экологии, также увеличивает эффективность борьбы с ними. В число мер защиты сельскохозяйственных культур могут входить перенос сроков посева и сборки урожая или интродукция определённых хищников и паразитов. Экология позволяет лучше наладить животноводство в различных климатических условиях и определить оптимальный режим севооборота и требуемый уровень разнообразия в агроценозах.

## Предмет изучения
В связи с многогранностью предмета и методов исследований допустимо рассматривать современную экологию как комплекс наук, который изучает функциональные взаимосвязи между организмами (включая человека и человеческое общество в целом) и окружающей их средой, круговорот веществ и потоков энергии, делающих возможной жизнь. Общий объект её изучения — устройство и функционирование надорганизменных систем всех уровней (популяций, биоценозов, экосистем и биосферы). Это широкое определение экологии охватывает ряд наук, которые могут рассматриваться и как самостоятельные области знания. Понятие среды обитания включает в себя все внешние факторы, оказывающие влияние на отдельный организм или сообщество организмов. Эти факторы можно условно разделить на физические (климатические); химические (которыми в первую очередь занимаются гидроэкологи — солёность, кислая или основная реакция среды, состав и содержание растворённых газов); и биологические.
В 1910 году на Третьем Международном ботаническом конгрессе в Брюсселе были выделены три подраздела экологии:
- Аутэкология — раздел науки, изучающий взаимодействие индивидуального организма или вида с окружающей средой (жизненные циклы и поведение как способ приспособления к окружающей среде).
- Демэкология — раздел науки, изучающий взаимодействие популяций особей одного вида внутри популяции и с окружающей средой.
- Синэкология — раздел науки, изучающий функционирование сообществ и их взаимодействия с биотическими и абиотическими факторами.

Также выделяют геоэкологию, биоэкологию, гидроэкологию, ландшафтную экологию, этноэкологию, социальную экологию, химическую экологию, радиоэкологию, экологию человека, антэкологию, информационную экологию и др.
Дополнительные сложности с определением предмета изучения экологии заключаются в отсутствии консенсусного определения надорганизменных сообществ и их иерархии. Одна из необщепринятых возможных иерархий сообществ по сложности устройства включает (в возрастающем порядке) консорции, ассоциации и формации. Другой распространённый подход — классификация биологических сообществ по доминантным и субдоминантным видам — лучше применим к наземным растительным сообществам умеренного климата, где один вид действительно способен определить облик степи или леса, но хуже работает для тропических или водных сообществ.
Важной темой для экологии в целом являются пищевые (трофические) цепи, в понятиях которых можно описать передачу вещества и энергии с уровня на уровень в рамках биологического сообщества при поедании одних организмов другими. Основой пищевых цепей обычно выступают зелёные растения, которые, используя солнечную энергию, создают на основе диоксида углерода и воды сложные органические вещества. В экологической терминологии эта нижняя ступень пищевой цепи именуется автотрофами (буквально «питающими себя») или продуцентами, тогда как все животные и некоторые другие растения, стоящие выше в пищевой пирамиде, попадают в категорию гетеротрофов или консументов. Гетеротрофы сами не производят питательных веществ и вынуждены потреблять в пищу другие организмы. В дальнейшей иерархии первичные консументы (фитофаги) служат пищей для вторичных (хищников). Отдельное звено трофической цепи определяется как экологическая ниша.

## Законы экологии
Крупный вклад в теоретические основы экологии внёс Барри Коммонер, сформулировавший основные 4 закона экологии:
1. Всё связано со всем
2. Ничто не исчезает в никуда
3. Природа знает лучше — закон имеет двойной смысл — одновременно призыв сблизиться с природой и призыв крайне осторожно обращаться с природными системами.
4. Ничто не даётся даром (в оригинале: «Бесплатных завтраков не бывает»)

Второй и четвёртый законы по сути являются перефразировкой основного закона физики — сохранения вещества и энергии. Первый и третий законы — действительно основополагающие законы экологии. Первый закон экологии может считаться основой экологической философии. В частности, эта философия положена в основу понятия «глубокая экология» в книге «Паутина жизни» Фритьофа Капры.

## Методология экологии
Методологический подход к экологии как к науке позволяет выделить предмет, задачи и методы исследований.
Объекты исследования экологии — в основном, системы выше уровня отдельных организмов: популяции, биоценозы, экосистемы, а также вся биосфера. Предмет изучения — организация и функционирование таких систем.
Методы исследований в экологии подразделяются на полевые наблюдения, эксперименты в поле или в лаборатории и моделирование.
Полевые методы представляют собой наблюдения за функционированием организмов в их естественной среде обитания и делятся, в свою очередь, на экспедиционные, маршрутные, стационарные, описательные и экспериментальные.
Экспериментальные методы включают в себя варьирование различных факторов, влияющих на организмы, в контролируемых лабораторных либо полевых условиях.
Методы моделирования позволяют прогнозировать развитие различных процессов взаимодействия живых систем между собой и с окружающей их средой.
Поскольку объектом изучения экологии являются сложные системы живых организмов, это означает большое количество переменных, которые приходится учитывать в экологических исследованиях, и которые часто плохо поддаются численному выражению. Это в свою очередь означает ограниченную применимость методов, разработанных для других отраслей науки, и меньшую точность получаемых результатов. В частности, в экологии практически нет применения чисто экспериментальным исследованиям в силу невозможности контролировать в естественных условиях многочисленные переменные; соответственно, эксперименты в экологии ограничены лабораторными условиями, либо же, если проводятся в полевых условиях, ставят целью проверку эффектов только очень небольшого числа переменных. В то же время различные физические и химические аспекты природного окружения могут быть выражены численно, а развитие биостатистики и улучшение методов сбора образцов облегчают применение статистических методов в экологических исследованиях. Среди современных методов наблюдений — биотелеметрия и использование радиоизотопов для отслеживания передачи энергии в форме пищи в трофических цепях. С развитием компьютерной техники важное место в экологических исследованиях заняло также математическое моделирование, в особенности в таких областях прикладной экологии как контроль природных ресурсов и решение проблем в сельском хозяйстве, вызванных экологическими факторами.

## Специализированные журналы
- Journal of Ecology
- Journal of Animal Ecology
- Экология (журнал)
- Экологическая химия